# Гумусове вугілля

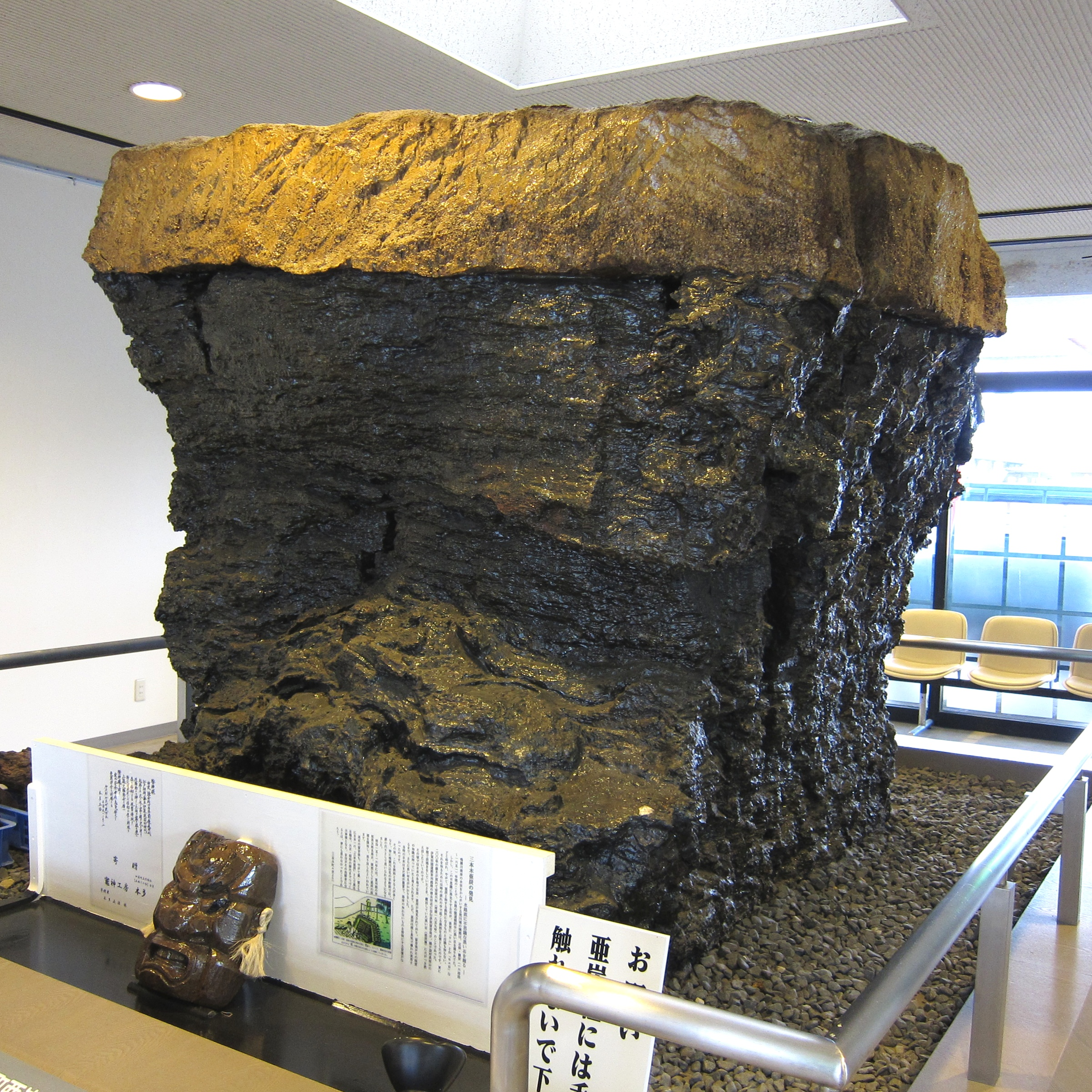
10-тонний шматок бурого вугілля в Музеї бурого вугілля, Японія.

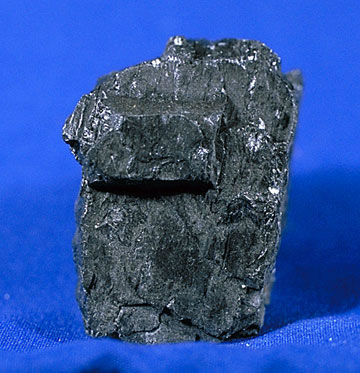
Кам'яне вугілля.

Гумусове вугілля (рос. гумусовый уголь, англ. humic coal, нім. Humuskohle f) – тверда горюча корисна копалина органічного походження (з решток вищих рослин). До гумусового вугілля належить основна маса бурого і кам’яного вугілля. 